# Prvi kinesko-japanski rat
Prvi kinesko-japanski rat, oružani sukob u Aziji između Japanskog Carstva i carske Kine pod dinastijom Qing, koji se vodio od 25. srpnja 1894. do 17. travnja 1895. godine. Sukob je okončan 1895. s mirom u Shimonosekiju, prema kojim je Kina priznala neovisnost Koreje i Japanu predala otok Tajvan.
Rat je pokazao neuspjeh pokušaja dinastije Qing da obnovi svoju vojsku i odbije prijetnju gubitka svoje samostalnosti, naročito u usporedbi s Japanskom Carstvom nakon Meiji restauracije. Po prvi put regionalna dominacija u istočnoj Aziji prešla je s Kine na Japan; prestiž dinastije Qing, zajedno s klasičnom tradicijom u Kini, je zadobila veliki udarac. Ponižavajući gubitak Koreje kao vazalnu državu izazvao je neviđeno negodovanje javnosti. 
U okviru Kine poraz je bio katalizator za niz političkih previranja koje su predvodili Sun Jat-sen i Kang Ju-vej, što je kulminiralo revolucijom iz 1911. godine.

## Povijest

### Pozadina
Jedan od povoda ratu bila je kontrola nad Korejom, jer su se interesi Japana i Kine sukobljavali na Korejskom poluotoku. Nakon dva stoljeća japanske politike samoizolacije pod šogunima iz Edo razdoblja došao je kraj kada je zemlja bila primorana da se otvori za trgovinu nakon američke intervencije 1854. godine. U godinama nakon Meiji restauracije 1868. i pada šoguna, Japan se preobrazio iz feudalnog društva u modernu industrijsku državu. Koreja je nastavila s pokušajima da odbije strance, odbijajući veleposlanstva iz drugih država i otvaranjem vatre na brodove u blizini svojih obala.

### Sukob u Koreji
Kao novonastala sila, Japan je okrenuo svoju pažnju Koreji. U interesu vlastite sigurnosti, Japan je htio spriječiti bilo koju drugu silu da pripoji ili da dominira Korejom, ili barem da se osigura efektivna neovisnost Koreje, i bio je odlučan da okonča stoljećima staru kinesku vrhovnu vlast. Kako je pruski savjetnik major Klemens Wilhelm Jacob Meckel objasnio japanskoj vojsci, Koreja je bila "bodež uperen u srce Japana". Osim toga, Japan je shvaćao potencijalne gospodarstvene koristi od korejskih rezervi uglja i rude željeza za sve veću industrijsku bazu u Japanu, i od uvoza poljoprivrednih proizvoda Koreje da hrani sve veće japansko stanovništvo.
Nakon nekoliko sukoba između korejskih izolacionista i Japanaca, Japan je 27. veljače 1876. godine nametnuo Japansko-korejski sporazum iz 1876., što je primoralo Koreja da se otvori za japansku trgovinu. Slične ugovori su potpisani između Koreje i drugih zemalja.
Koreja je tradicionalno bila vazalna država dinastije Qing, koja je imala veliki utjecaj na konzervativne korejske službene okupljene oko kraljevske obitelji dinastije Joseon. Mišljenje u samoj Koreji je bilo podijeljeno: konzervativci su željeli da se zadrži tradicionalni odnos prema Kini, a reformisti su htjeli da priđu Japanu i zapadnim državama. Nakon dva Opijumska rata protiv Ujedinjenog Kraljevstva u 1839. i 1856., kao i Kinesko-francuskog rata, Kina nije bila u stanju da se odupre ugrožavanjima sa strane zapadnih sila. Japan je vidio priliku da preuzme položaj Kine u strateški važnoj Koreji.

## Vanjske poveznice
- 程映虹︰從"版畫事件"到《中國向西行進》Peter Perdue 濮德培和中國當代民族主義  Arhivirana inačica izvorne stranice od 26. studenoga 2010. (Wayback Machine) (kin.)
- Detailed account of the naval Battle of the Yalu River by Philo Norton McGiffen (eng.)
- Print exhibition at MIT (eng.)
- The Sinking of the Kowshing – Captain Galsworthy's Report  Arhivirana inačica izvorne stranice od 11. ožujka 2008. (Wayback Machine) (eng.)
- SinoJapaneseWar.com A detailed account of the Sino-Japanese War (eng.)
- The Sino-Japanese War of 1894-1895: as seen in prints and archives (eng.)